# Gotay el Autentiko
Alexis Gotay Pérez (Brooklyn, 22 juni 1985), beter bekend als Gotay el Autentiko is een Puertoricaanse reggaetonzanger.

## Biografie
Pérez' ouders zijn van Puerto Ricaanse afkomst. Op zijn twaalfde verhuisde hij naar Bayamón, een stad in het noorden van Puerto Rico. In zijn jeugd had Pérez al een grote passie voor muziek. Van huis uit kwam hij veel in aanraking met salsa. Zijn eigen belangstelling ging op dat moment meer uit naar reggaeton. Zijn andere hobby's waren voornamelijk honkbal, basketbal, volleybal en bowling. Op de middelbare school kwam hij meer met de muziek en producenten in aanraking. Zodoende kwam hij beetje bij beetje in het vak.